# 유럽물밭쥐
유럽물밭쥐(Arvicola amphibius)는 반수생 설치류이다. 비공식적으로 물쥐로도 불리지만, 겉모습만 실제 들쥐를 닮았다. 물밭쥐는 털로 덮인 꼬리와 발 그리고 귀를 가진 들쥐와 달리, 들쥐보다 더 둥근 귀와 진한 갈색 털, 통통한 얼굴, 짧은 보풀이 덮인 귀를 갖고 있다. 야생에서 평균적으로 물밭쥐는 겨우 약 5개월 정도 산다. 포획 상태에서 최대 수명은 2.5년이다.